# منتخب نيوزيلندا لهوكي الدحرجة
منتخب نيوزيلندا لهوكي الدحرجة (بالإنجليزية: New Zealand national roller hockey team)‏ هو ممثل نيوزيلندا الرسمي في المنافسات الدولية في هوكي الدحرجة
.